# Стара Тюрлема
Стара Тюрлема́ (рос. Старая Тюрлема, чув. Кивĕ Тĕрлемес) — село у складі Козловського району Чувашії, Росія. Входить до складу Тюрлеминського сільського поселення.
Населення — 491 особа (2010; 565 у 2002).
Національний склад:
- чуваші — 91 %

В селі народився Герой Радянського Союзу Харитонов Василь Дмитрович (1917-1968).